# Teatro romano de Bracara Augusta
El teatro romano de Bracara Augusta es un teatro construido en tiempos del Imperio Romano en la ciudad de Bracara Augusta, actual Braga, en Portugal. Fue descubierto de forma accidental en 1999, cuando se realizaban excavaciones arqueológicas en las termas romanas de Maximinos. Hasta el momento es el único teatro romano del que se tiene constancia en los territorios de la antigua provincia romana de Gallaecia.

## Historia
Fue construido a comienzos del siglo II, de forma simultánea con las termas públicas. Se sabe que sufrió alguna reforma, en época no precisada, relacionada con la ornamentación del frons pulpiti o  muro vertical delante de la scæna. Los datos arqueológicos disponibles datan su abandono en el siglo IV.
En 2023 se anunció la apertura al público de la primera fase de las excavaciones para mayo del año 2025, con la musealización de los hallazgos, así como con la celebración del Gran Festival Internacional de Teatro y Ópera Clásicos (MITO).

## Características
Se trata de un edificio de unos 72,63 m de diámetro, delimitado por un robusto muro de unos 3,7 m de ancho y 13,1 m de alto. Su cávea estaba dividida en tres niveles, separados por praecinctiones. Sólo se ha excavado una parte de la ima cávea, cavea prima o primera fila. La orchestra, desprovista de pavimento, tenía un diámetro máximo de 20,80 m, incluyendo la poedria y la praecinctio, y un diámetro mínimo de 13 m. Detrás del scæna frons, en torno a un peristilo, había un cuadripórtico o «cuartel de los gladiadores» del que sólo se conserva parte del pórtico este, ya que la mayor parte de esta estructura se destruyó en la década de 1970 para la construcción de viviendas.
El diámetro de la cávea tiene una superficie útil de 3.000 m², por lo que pudo dar cabida a unos 4.000 o 4.500 espectadores.